# Salpingogaster diana
Salpingogaster diana är en tvåvingeart som beskrevs av Hull 1943. Salpingogaster diana ingår i släktet Salpingogaster och familjen blomflugor. Inga underarter finns listade i Catalogue of Life.